# Остров Святого Георгия
См. также Остров Святого Георгия (США)
Остров Святого Георгия (серб. и черног. Острво Свети Ђорђе) — один из островов напротив города Пераст (Черногория).
Остров был населен еще в глубокой древности – там обнаружены иллирийские могилы, а также римские надписи. Современное название было дано острову в честь аббатства Святого Георгия, возведенного на нем в IX веке. 
На острове возвышается живописное бенедиктинское аббатство, которое впервые упоминается в 1166 году как собственность города Котора. Изучение немногих сохранившихся фрагментов первоначального архитектурного убранства позволило сделать вывод, что аббатство существовало как минимум с  IX века. Остров оставался которским владением до 1634 года, когда патронат над ним перешел к венецианскому сенату.
Остров постоянно находился под угрозой вторжений и землетрясений. В 1535 году горожане Пераста убили аббата Паскаля, избранного городским советом Котора (в знак покаяния, перастанцы перестроили и расширили церковь на соседнем острове Госпа од Шкрпела). В 1571 году турецкий пират Карадоз сжег и аббатство, и весь Пераст (восстановление началось только в 1603 году). Во время Великого землетрясения 6 апреля 1667 года аббатство на острове Св. Георгия было снова разрушено.
В 1812 году остров был захвачен французами, которые  вскоре были изгнаны горожанами Пераста. В 1814 году остров был оккупирован австрийцами.
В аббатстве находятся работы XV века Ловро Маринова Добричевича, известного художника из Котора.
В настоящее время остров закрыт для туристов.

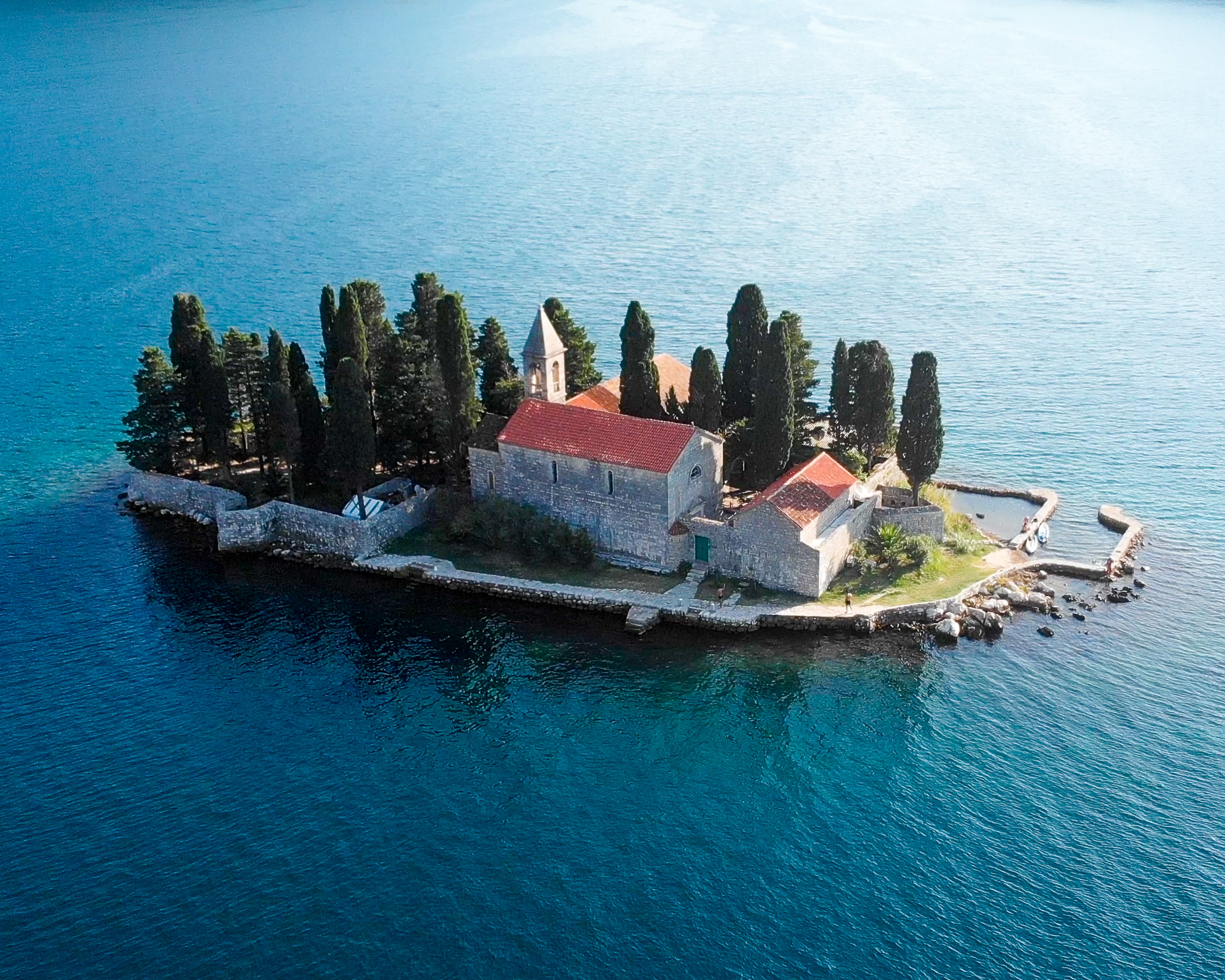
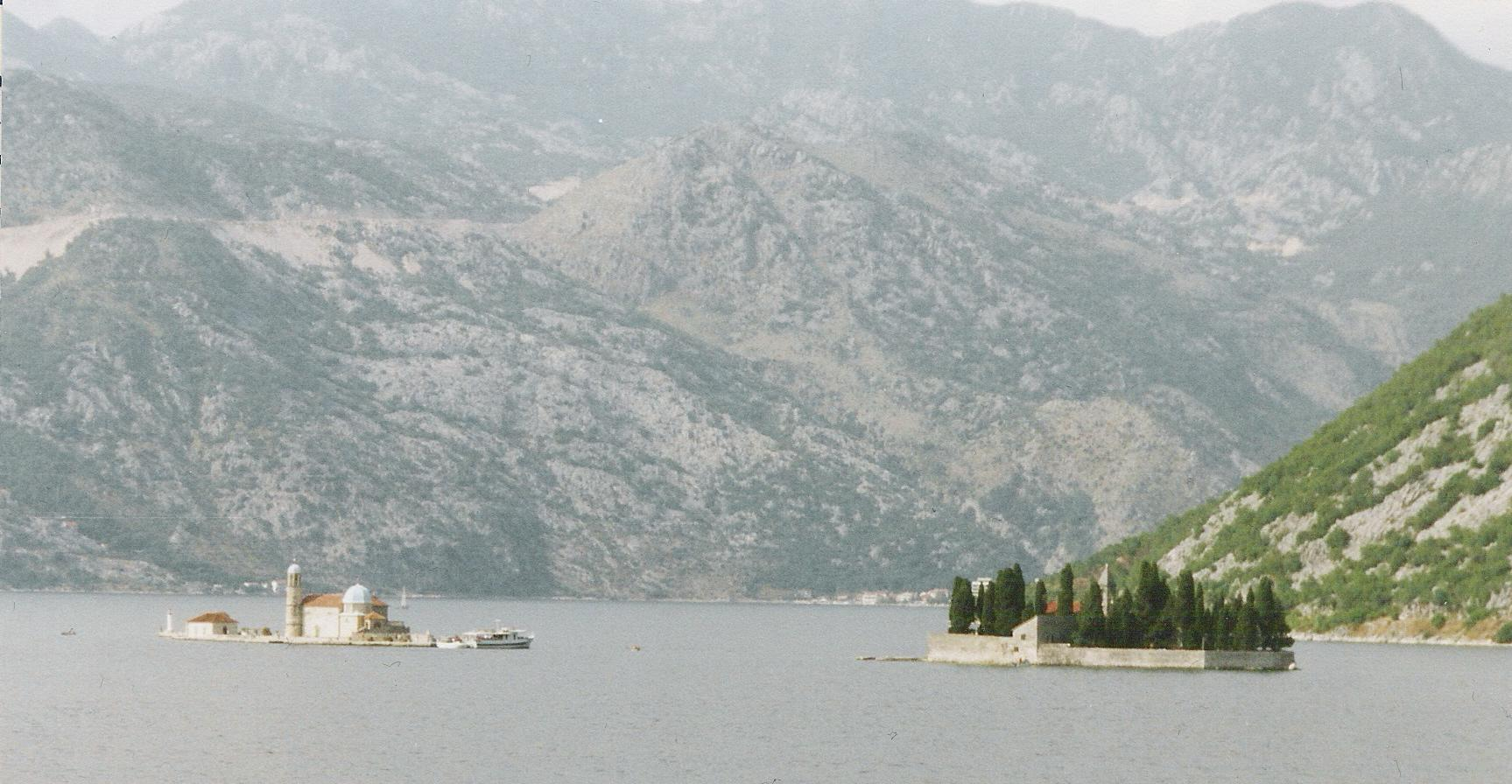
Остров Святого Георгия (справа)